# مولنيات
مُوْلَنَّيَّات أو فصيلة مولانيدي (الاسم العلمي: Molannidae)، هي فصيلة حشرات من رتبة ذباب القمص. تضم 3 أجناس و40 نوعًا موصوفًا.